# Fillia
Fillia de son vrai nom Luigi Colombo né le 3 octobre 1904 à Revello, mort le 10 février 1936 à Turin (Piémont) est un  peintre de compositions murales, écrivain, futuriste Italien.

## Biographie
Luigi Enrico Colombo naît le 3 octobre 1904 à Revello, dans le nord de l'Italie.
Il commence à l'âge de dix neuf ans avec T. A. Bracci, à participer à des activités liées au mouvement futuriste, notamment dans les actions Futurismo en 1924, Vetrina futurista en 1927. Il devient le principal créateur du second futurisme à Turin. Il crée la maison d'éditions Sindacati Artisti Futuristi. Il est également le fondateur de la revue Città Futurista en 1929, de Città Nuova la même année qu'il anime en collaboration avec Enrico Prampolini, et de Nuova Architettura en 1931. Il commence vers 1932, la réalisation de peintures monumentales avec notamment la décoration murale de la mairie de la ville de La Spezia en 1933.
En 1925, sa peinture, la série des Nus Mécaniques, est proche de la méthode mécaniste de Enrico Prampolini. Le purisme d'Ozenfant l'influence en 1927. En 1928, une note personnelle de psychologie lui fait peindre Féminité.
En 1929, il cosigne en 1929 le manifeste de l'aéropeinture futuriste (Manifesto dell'Aeropittura futurista) avec Marinetti, Balla, Fortunato Depero, Prampolini, Dottori, Benedetta Cappa, Tato (it) et Somenzi pour sa publication dans la Gazzetta del popolo du 22 septembre 1929, dans l'article intitulé Prospettive di volo. Ce mouvement constitue la pierre angulaire de la seconde génération futuriste, et qui, préconise d'exprimer le monde contemporain avec le recul et l'altitude que donne la vision des choses à partir d'un avion. Il peint alors: Spiritualité aérienne, Spiritualité de l'aviateur. Il n'abandonne pas ses préoccupations d'ordre psychologique avec Les amoureux ou Femme, Ciel et paysage, qui datent de 1931. Ses tendances mystiques se développent à la fin de sa vie, avec le Manifeste de l'art sacré futuriste, qu'il signe avec Marinetti en 1931. Il découvre ensuite, la photographie et réalise des photomontages. Fondateur avec Enrico Prampolini de la revue Stile Futurista, participe à la première Exposition de la plastique murale organisée à Gênes, en 1934.
Fillia a participé à l'évolution de l'expression artistique entre les deux guerres en contact avec les pionniers de l'art abstrait et se lie notamment avec les animateurs du groupe Cercle et Carré, à Paris.
Fillia est mort le 10 février 1936 à Turin à l'âge de 31 ans.

## Musées
- Grenoble: 
  - L'homme et la femme.
- Rome (Gal. D'Arte Mod.): 
  - Les amoureux.
- Turin (Gal. D'Arte Mod.): 
  - Plasticité d'objets
- Lugano Museo Cantonale d'Arte
  - Senza titolo, 1923[8].

## Œuvres

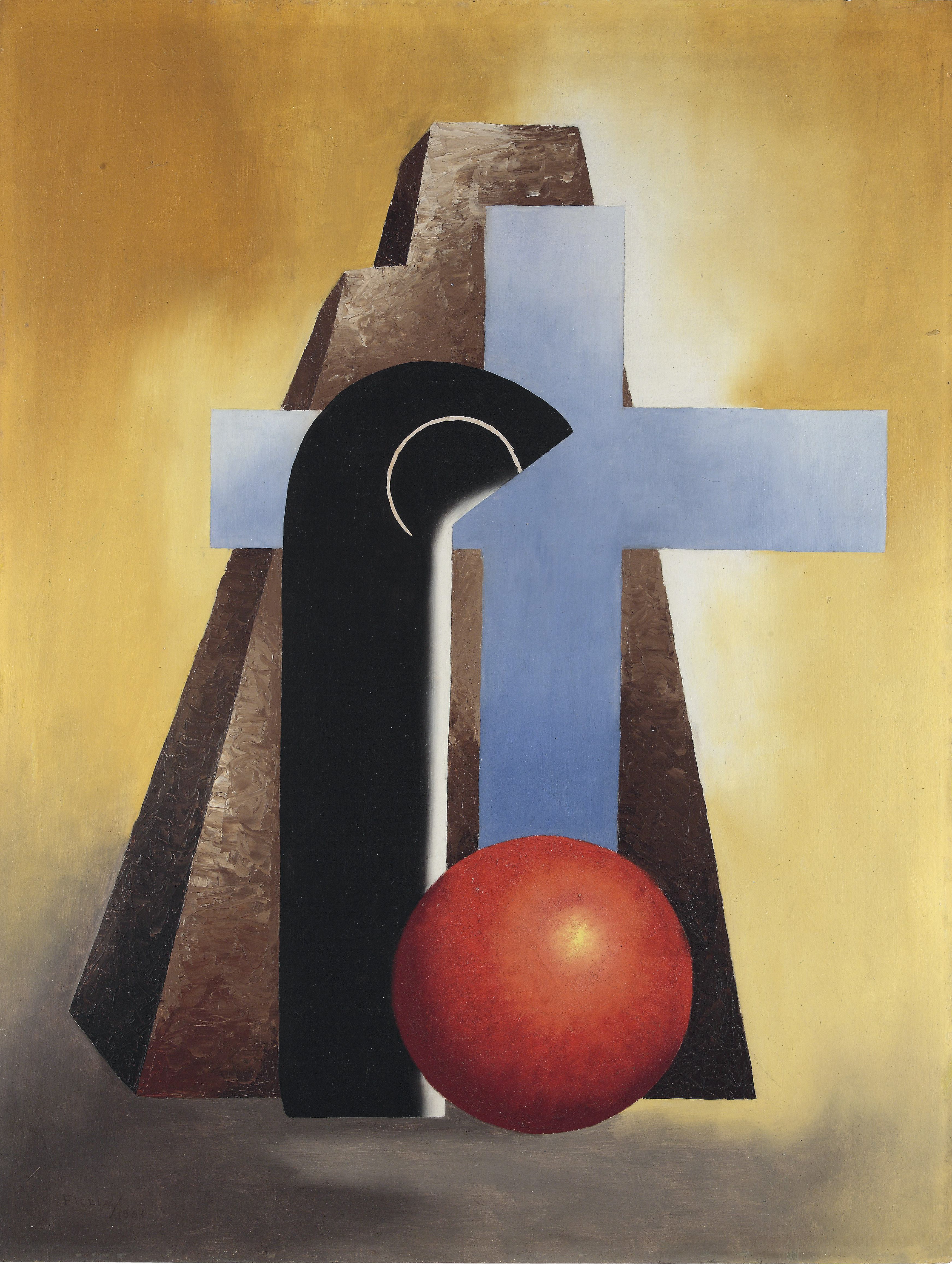
L'Adorazione (1931)
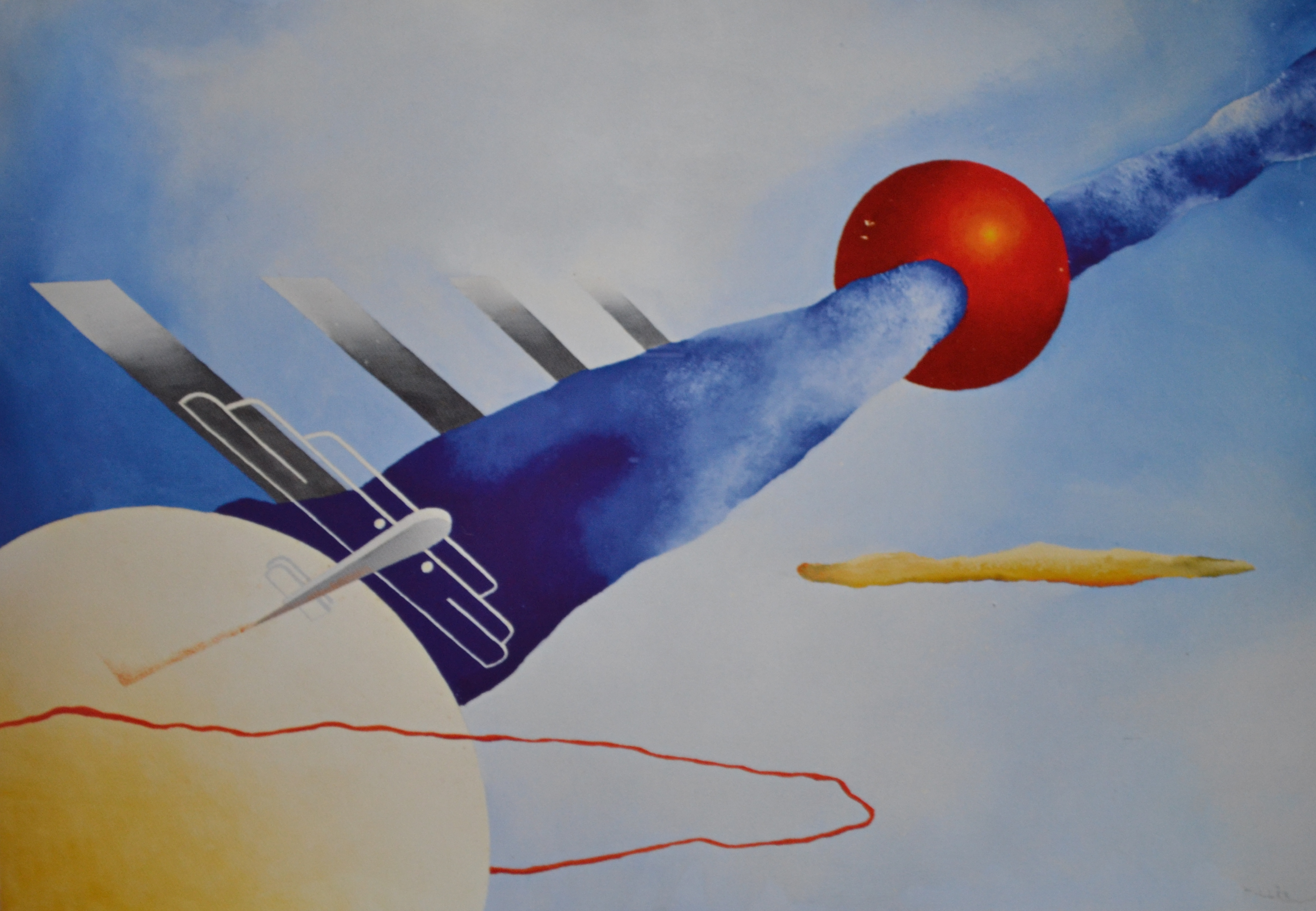
Mistero aereo (1930-1931)
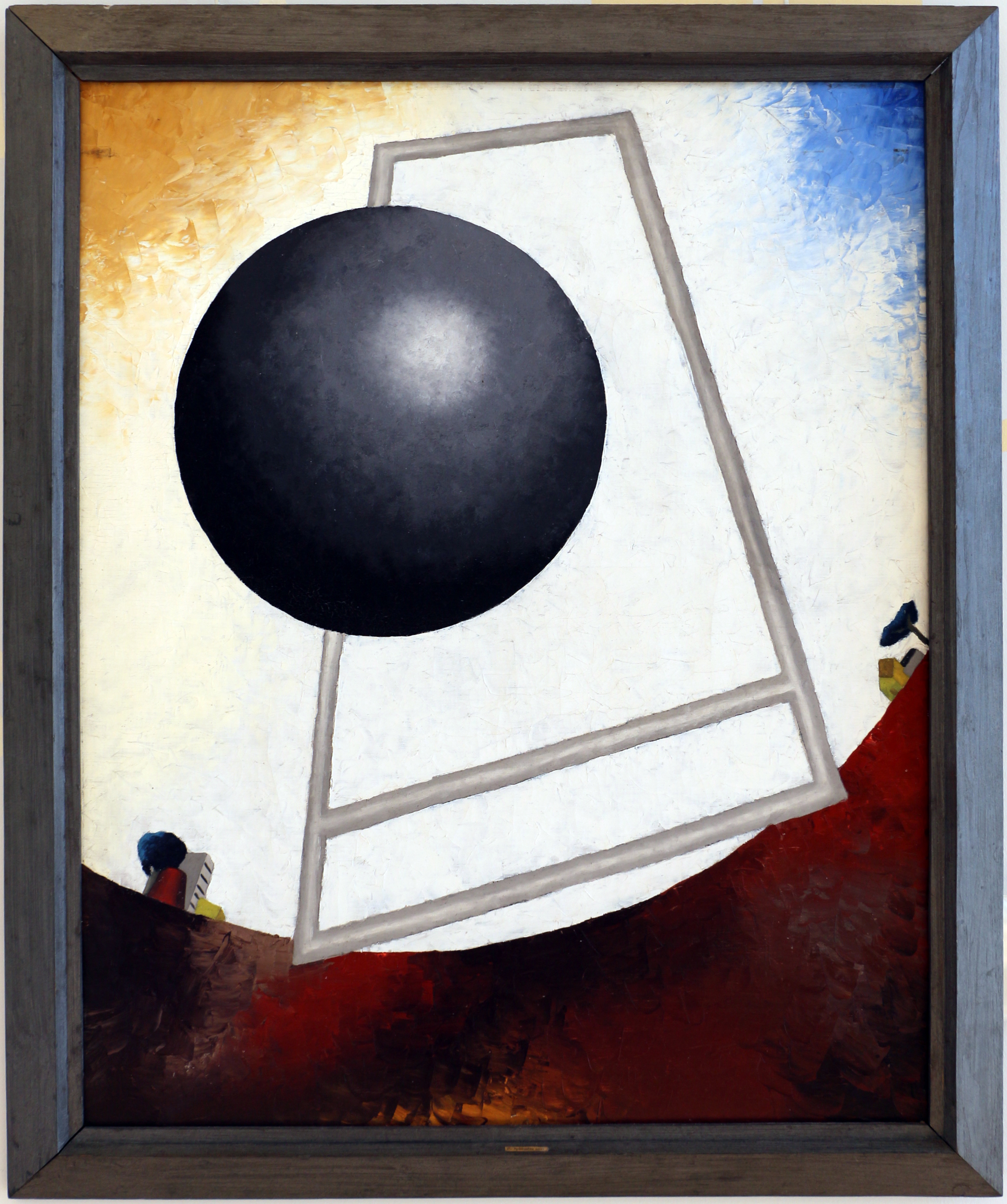
Senso di gravità (1932)
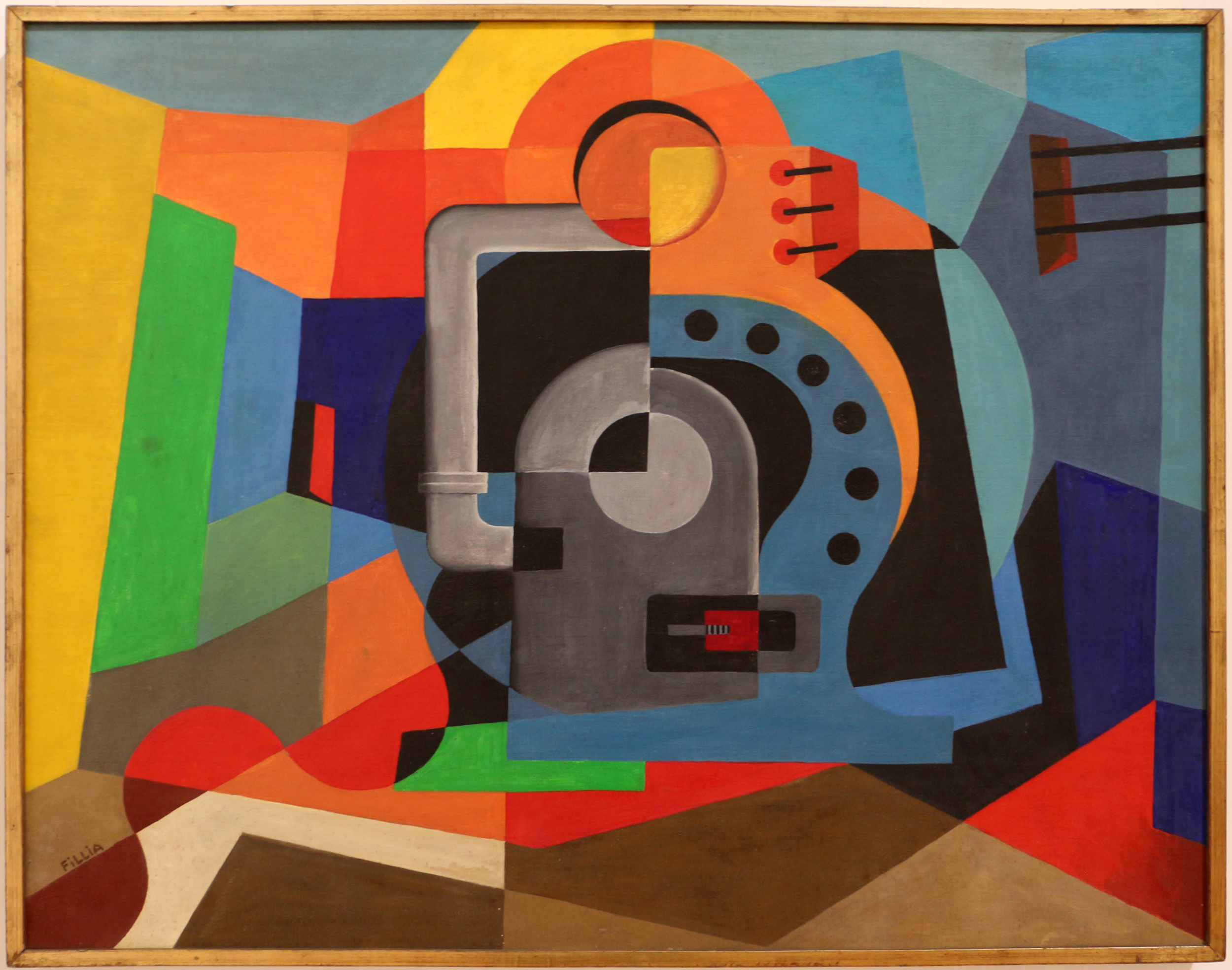
Idolo meccanico (1925-1926)